# Dasychira extorta
Dasychira extorta är en fjärilsart som beskrevs av William Lucas Distant 1897. Dasychira extorta ingår i släktet Dasychira och familjen tofsspinnare. Inga underarter finns listade i Catalogue of Life.